# Дель Боско, Кристофер
Кристофер Дель Боско (фр. Christopher Del Bosco, род. 30 марта 1982, Колорадо-Спрингс, Колорадо, США) — канадский фристайлист, выступающий в ски-кроссе. Чемпион мира 2011 года, многократный призёр зимних X Games.

## Биография
Крис дель Боско начал кататься на лыжах в два года. Принимал участие в национальных соревнованиях по горным лыжам и маунтинбайку в США. В 17 лет его допинг-тест показал наличие марихуаны и GHB, в результате чего спортсмен был дисквалифицирован на два года. В сентябре 2006 года, когда его в третий раз поймали за вождением под интоксикацией за предшествующие три года, решил предать огласке свою историю, чтобы не иметь возможность скрыть что-нибудь ещё. В 2007 году Кристоферу Дель Боско предоставился шанс перейти в команду Канады. Дель Боско встретился с главным тренером канадской сборной Эриком Арчером, который в прошлом был его соперником и знал о его проблемах.

## Спортивная карьера
В Winter X Games участвовал четыре раза: 2009 — 12-й, 2010 — 1-й, 2011 — 2-й, 2012 — 1-й. Крис Дель Боско принимал участие в трёх чемпионатах мира. В 2009 году он стал 4-м, в 2011 году выиграл золотую медаль, а в 2013 году стал 6-м. На олимпийских играх Крис Дель Боско дебютировал в 2010 году, где стал 4-м в ски-кроссе. В финальном заезде, будучи на третьем месте он предпринял атаку на предпоследнем прыжке, которая закончилась падением. После соревнований спортсмен сказал, что третьего места для него было мало и он хотел использовать любую возможность подняться выше.